# TT84
TT84 (Theban Tomb 84) è la sigla che identifica una delle Tombe dei Nobili ubicate nell’area della cosiddetta Necropoli Tebana, sulla sponda occidentale del Nilo dinanzi alla città di Luxor, in Egitto. Destinata a sepolture di nobili e funzionari connessi alle case regnanti, specie del Nuovo Regno, l'area venne sfruttata, come necropoli, fin dall'Antico Regno e, successivamente, sino al periodo Saitico (con la XXVI dinastia) e Tolemaico.

## Titolare
TT84 era la tomba di:
| Titolare                                                                | Titolo                                                         | Necropoli           | Dinastia/Periodo                                 | Note                                                                            |
| ----------------------------------------------------------------------- | -------------------------------------------------------------- | ------------------- | ------------------------------------------------ | ------------------------------------------------------------------------------- |
| Iamunedjeh (detto anche Amunezeh); parzialmente usurpata da Mery (TT95) | Primo araldo del Re, Sovrintendente dell'Aula del Giudizio (?) | Sheikh Abd el-Qurna | XVIII dinastia (inizi del regno di Thutmosi III) | versante est della collina; a sud della TT85 e poco più sopra delle TT97 e TT99 |

## Biografia
Padre di Iamunedjeh, titolare della TT84, fu il Giudice Sidhout, mentre la madre fu Resi. Henutnefert fu sua moglie; Khaemwaset, Quarto Profeta di Amon, fu suo fratello.

## La tomba
La tomba si presenta con la forma a "T" capovolta tipica delle strutture di questo periodo storico. Un breve corridoio (1 in planimetria) sulle cui pareti si possono intravedere i resti di alcuni inni sacri, nonché immagini del defunto e della moglie, dà accesso a una camera trasversale alle cui estremità si trovano due cappelle denominate del sud e del nord; nella cappella sud (10 in planimetria) un uomo (figlio?) offre libagioni al defunto e a sua madre sulla parete sinistra, ed al defunto e suo padre sulla parete destra; nella cappella nord (11) il defunto con il padre (dipinto non finito) e scena di offertorio ai due personaggi. Sulla parete di ingresso (2-3) la raccolta del bestiame e scene del defunto e di un figlio; sulla parete adiacente (6-7) uomini che recano cibi, nonché scene di offertorio di fiori al defunto da parte del fratello Khaemwaset alla presenza di una fanciulla che suona il flauto doppio. Sui lati corti della sala si trovano due stele: su una (4), oltre a testi autobiografici, il defunto offre libagioni al cartiglio di Thutmosi III; sulla parete opposta (8) analoga stele è stata usurpata da tale Mery, la cui tomba conosciuta è la TT95. Qui il defunto (Mery in questo caso) in offertorio a Osiride, inno a Ra e testi autobiografici. Sull'altro lato lungo della sala (5-9), il defunto, in presenza di Thutmosi III, riceve nubiani che recano tributi tra cui giraffe, ghepardi, scimmie, babbuini, e siriani che recano, a loro volta cavalli, carri, orsi e vasi decorativi.
Uno stretto corridoio (12) adduce a una camera perpendicolare alla precedente sulle cui pareti (13) la rappresentazione del corteo funebre e dei riti sulla mummia sono stati usurpati da Mery. Segue la rappresentazione (14) di Khaemwaset, fratello del titolare Iamunedjeh, che offre mazzi di fiori al defunto e sua moglie. Sulla parete opposta (15) Iamunedjeh e sua moglie Henutnefert a caccia nel deserto a bordo di un carro (sono labili le tracce rimaste degli animali cacciati); segue una scena, usurpata da Mery e sua madre, di ispezione di prodotti del Delta nilotico. Il defunto (17) a caccia e a pesca, precede (18) un uomo che presenta una lista di offerte al defunto e a sua moglie.
Un ulteriore corridoio (19) dà accesso a una cappella finale sulle cui pareti sono rappresentati (20, dipinto non ultimato) il defunto e la moglie in offertorio e (21) il defunto e un altro uomo anch'essi in atto di offrire libagioni verso la nicchia di fondo (22) in cui è rappresentato Anubi.

### Annotazioni
1. ↑  La numerazione dei locali e delle pareti segue quella di Porter e Moss 1927, pp. 167-170.
2. ↑  La prima numerazione delle tombe, dalla numero 1 alla 253, risale al 1913 con l’edizione del "Topographical Catalogue of the Private Tombs of Thebes" di Alan Gardiner e Arthur Weigall. Le tombe erano numerate in ordine di scoperta e non geografico; ugualmente in ordine cronologico di scoperta sono le tombe dalla 253 in poi.
3. ↑  I campi della Duat, ovvero l'aldilà egizio, si trovavano, secondo le credenze, proprio sulla riva occidentale del grande fiume.
4. ↑  Nella sua epoca di utilizzo, l'area era nota come "Quella di fronte al suo Signore" (con riferimento alla riva orientale, dove si trovavano le strutture dei Palazzi di residenza dei re e i templi dei principali dei) o, più semplicemente, "Occidente di Tebe".
5. ↑  le Tombe dei Nobili, benché raggruppate in un'unica area, sono di fatto distribuite su più necropoli distinte.
6. ↑  Le note, sovente di inquadramento topografico della tomba, sono tratte dal "Topographical Catalogue" di Gardiner e Weigall, ed. 1913 e fanno perciò riferimento alla situazione dell'epoca.

### Fonti
1. ↑  Gardiner e Weigall 1913.
2. ↑  Donadoni 1999,  p. 115.
3. 1 2  Porter e Moss 1927,  p. 167.
4. ↑  Gardiner e Weigall 1913, pp. 24-25.
5. ↑  Porter e Moss 1927,  pp. 167-170.